# Великі Очі (гміна)
Гміна Велькі Очи (пол. Gmina Wielkie Oczy) — сільська гміна у східній Польщі. Належить до Любачівського повіту Підкарпатського воєводства.
Станом на 31 грудня 2011 у гміні проживало 3930 осіб.

## Територія
Згідно з даними за 2007 рік площа гміни становила 146.49 км², у тому числі:
- орні землі: 44.00 %
- ліси: 45.00 %

Таким чином, площа гміни становить 11.20 % площі повіту.

## Населення
Станом на 31 грудня 2011:
| Опис     | Загалом | Загалом | Чоловіки | Чоловіки | Жінки | Жінки |
| -------- | ------- | ------- | -------- | -------- | ----- | ----- |
| одиниця  | осіб    | %       | осіб     | %        | осіб  | %     |
| все      | 3930    | 100     | 1932     | 49.16    | 1998  | 50.84 |
| міське   | 0       | 100     | 0        |          | 0     |       |
| сільське | 3930    | 100     | 1932     | 49.16    | 1998  | 50.84 |

## Населені пункти
- Бігалі (пол. Bihale)
- Воля (пол. Wola)
- Великі Очі (пол. Wielkie Oczy)
- Вілька Зміївська (пол. Wólka Żmijowska)
- Гереги (пол. Gieregi)
- Глинки (пол. Glinki (województwo podkarpackie))
- Горишнє (пол. Horysznie)
- Думи (пол. Dumy)
- Загребля (пол. Zagrobla)
- Змієвиська (пол. Żmijowiska (województwo podkarpackie))
- Каменисько (пол. Kamienisko)
- Кобильниця Волоська (пол. Kobylnica Wołoska)
- Кобильниця Руська (пол. Kobylnica Ruska)
- Лукавець (пол. Łukawiec (powiat lubaczowski))
- Майдан Липовецький (пол. Majdan Lipowiecki)
- Мельники (пол. Mielniki (województwo podkarpackie))
- Нива (пол. Niwa)
- Підлази (пол. Podłazy)
- Потік Яворівський (пол. Potok Jaworowski)
- Романки (пол. Romanki (województwo podkarpackie))
- Ротиска (пол. Rotyska)
- Сколин (пол. Skolin)
- Соплі (пол. Sople (województwo podkarpackie))
- Тарнавське (пол. Tarnawskie)
- Уліца (пол. Ulica (województwo podkarpackie))
- Чапляки (пол. Czaplaki)
- Чопи (пол. Czopy)
- Хрицки (пол. Chrycki)
- Щебле (пол. Szczeble)

## Сусідні гміни
Гміна Велькі Очи межує з такими гмінами: Любачів, Ляшки, Олешичі, Радимно.

## Історія
Ґміна Вєлькє Очи — колишня (1934—1939 рр.) сільська ґміна у Яворівському повіті Львівського воєводства Польської республіки (1918—1939) рр. та у Крайсгауптманшафті Лемберг-Ланд Дистрикту Галичина Третього Райху. Центром ґміни було містечко Великі Очі.
1 серпня 1934 р. було створено ґміну Вєлькє Очи в Яворівському повіті. До неї увійшли сільські громади: Божа Воля, Вєлькє Очи, Вулька Жмійовска, Жмійовіска, Кобильніца Руска, Кобильніца Волоска, Пшедбуже, Руда Кохановска, Руда Краковєцка, Сколін, Сьвідніца, Фельбах, Чаплакі
У 1934 р. територія ґміни становила 119,38 км². Населення ґміни станом на 1931 рік становило 9 600 осіб. Налічувалось 1 646 житлових будинків.
Національний склад населення ґміни Вєлькє Очи на 01.01.1939:
| село                | населення | українці-грекокатолики | українці-латинники | євреї  | німці  | поляки  |
| ------------------- | --------- | ---------------------- | ------------------ | ------ | ------ | ------- |
| Божа Воля           | 380       | 150                    | 20                 |        |        | 210     |
| Великі Очі          | 1880      | 320                    |                    | 560    |        | 1000    |
| Вілька Зміївська    | 440       | 400                    | 35                 | 5      |        |         |
| Змієвиська          | 860       | 630                    | 180                | 30     |        | 20      |
| Кобильниця Руська   | 1630      | 1360                   | 75                 | 35     | 60     | 100     |
| Кобильниця Волоська | 1840      | 1750                   | 25                 | 20     | 30     | 15      |
| Передвір’я          | 610       | 490                    | 110                | 10     |        |         |
| Руда Коханівська    | 350       | 90                     |                    | 5      |        | 255     |
| Руда-Краковецька    | 350       | 100                    |                    | 10     |        | 240     |
| Сколин              | 350       | 280                    | 40                 | 10     |        | 20      |
| Свидниця            | 1150      | 635                    | 450                | 15     |        | 50      |
| Фельбах             | 160       | 5                      |                    |        | 140    | 15      |
| Чапляки             | 340       | 250                    | 65                 | 15     |        | 10      |
| Загалом             | 10340     | 6460                   | 1000               | 715    | 230    | 1935    |
| Відсотки            | 100 %     | 62,48 %                | 9,67 %             | 6,91 % | 2,22 % | 18,71 % |

Відповідно до Пакту Молотова — Ріббентропа 28 вересня територія ґміни була зайнята СРСР. Ґміна ліквідована 17 січня 1940 р. у зв'язку з утворенням Краківецького району.
Гміна (волость) була відновлена на час німецької окупації з липня 1941 р. до липня 1944 р. Зі складу ґміни передано до  новоутвореної ґміни Краківець села Підбір’я, Руда Коханівська, Руда-Краковецька, Свидниця і Чапляки, натомість передано з ліквідованої ґміни Нагачув села Вовча Гора, Дрогомишль, Колониці, Липина, Липовець, Нагачів, Поруби.
На 1.03.1943 населення ґміни становило 12 623 особи..
Після зайняття території ґміни в липні 1944 р. Червоною армією західна частина ґміни відповідно до Люблінської угоди передана Польщі, у СРСР залишились села Божа Воля, Підбір’я, Руда Коханівська, Руда-Краковецька і Свидниця.